# خواكين بلازكز
خواكين بلازكز (بالإسبانية: Joaquín Blázquez) هو لاعب كرة قدم أرجنتيني في مركز حراسة المرمى، ولد في 28 يناير 2001 في Luque ‏ في الأرجنتين. شارك مع منتخب الأرجنتين تحت 20 سنة لكرة القدم. أما مع النوادي، فقد لعب مع تاليريس كوردوبا.